# Admontia continuans
Admontia continuans är en tvåvingeart som beskrevs av Gabriel Strobl 1910. Admontia continuans ingår i släktet Admontia och familjen parasitflugor. Inga underarter finns listade i Catalogue of Life.